# Telamon (motonave)
La Telamon fu una nave da carico, costruita nel 1954 e arenata nel 1981 quando navigava battendo bandiera greca, nei pressi di Arrecife nell'isola di Lanzarote.
Costruita in Scozia nel 1954 nei cantieri Caledon Shipbuilding & Engineering Company Ltd. di Dundee con il nome di Temple Hall per la società Temple Steam Ship Company fu registrata presso il porto di Londra.
Nel 1969 venne acquistata dalla compagnia greca Demetrios P. Margaronis & Sons e ribattezzata Pantelis per essere poi rivenduta l'anno successiva alla Cia. Naviera Para Viajes Sud Amerika. Nel 1977 viene ribattezzata Telamon dai nuovi proprietari K. Mitsotakis & Sons del Pireo.

## Il naufragio

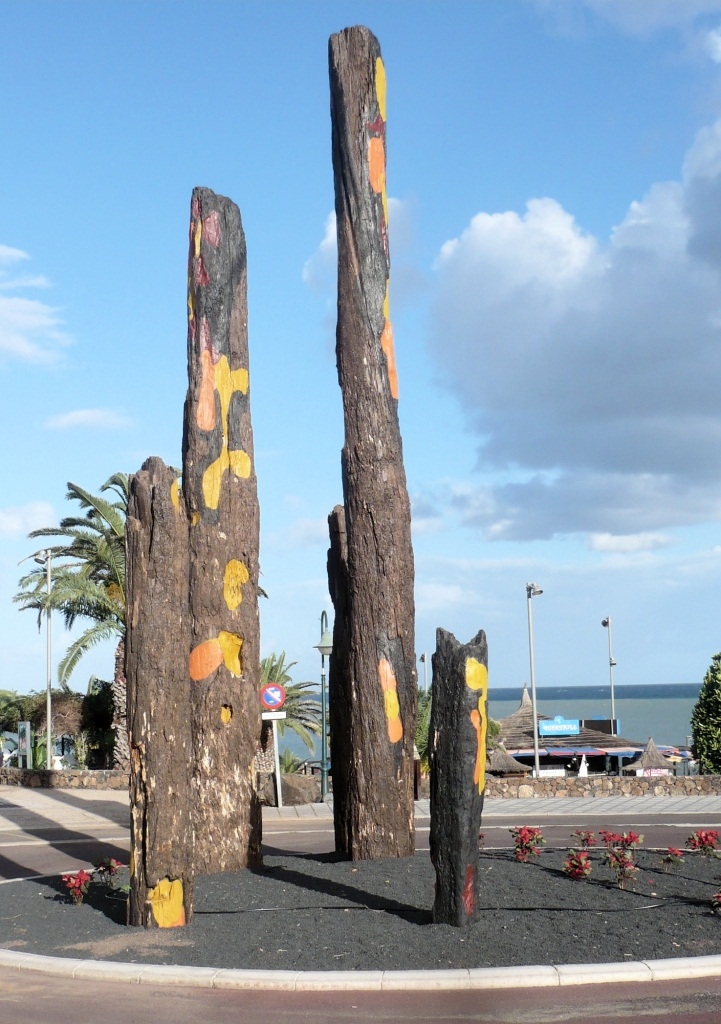
La scultura eretta a Costa Teguise

Il 31 ottobre del 1981 mentre era in viaggio da San Pédro (Costa d'Avorio) con destinazione di Salonicco, trasportando un carico di tronchi d'albero, nei pressi dell'isola di Lanzarote, in seguito ad una tempesta, si aprivano diverse falle nello scafo imbarcando acqua. Alla nave venne negato il permesso d'ingresso nel porto di Arrecife dalle autorità spagnole che temevano potesse affondare da un momento all'altro e bloccando l'attività dell'intero porto. Fu così trainata da un peschereccio e fatta arenare nella baia vicino al villaggio de La Caletas tra Costa Teguise e Arrecife dove veniva abbandonata. 
Successivamente la nave si spezzò e il relitto venne definitivamente abbandonato.
Con una parte del legname è stata realizzata una scultura eretta a Costa Teguise e inaugurata il 24 giugno 2009 che porta il nome di La hoguera de San Juan (falò).
Coordinate: (28.975647°, -13.522668°)